# 二十世紀音楽研究所
二十世紀音楽研究所（にじっせいきおんがくけんきゅうじょ）は、日本の前衛音楽集団の一つ。作曲家の諸井誠、黛敏郎、入野義朗、柴田南雄、演奏家の森正、岩淵龍太郎、音楽評論家の吉田秀和の7人により、1957年に発足した。メンバーは後に作曲家の武満徹、一柳慧、松下真一、演奏家の小林仁、岩城宏之が加わり、現代音楽の音楽祭を1957年から1965年まで長野県軽井沢町ほかで6回開催した。音楽祭では、当時まだ日本では演奏される機会が少なかったシェーンベルク、ヴェーベルン、ベルクの作品が毎回演奏され、さらにフランス、アメリカ、イタリア、そして日本の現代音楽作品が取り上げられた。

## 設立の経緯
ダルムシュタット音楽祭やパリのマリニー劇場のドメーヌ・ミュジカルを経験した黛敏郎と、バーデン＝バーデンやドナウエッシンゲンの音楽祭を経験した諸井誠は、日本でも同様の音楽祭の必要性を考えていた。一方で柴田南雄と入野義朗は、新声会の活動が中断していたので新しい音楽研究と演奏の場を模索していた。4人の作曲家は1956年8月に会合を持ち、翌年夏に現代音楽祭を開催すること、現代音楽の演奏に真摯に取り組んでいる指揮者の森正とヴァイオリンの岩淵龍太郎、および評論家として内外の音楽事情に詳しい吉田秀和にも声をかけることを話し合った。9月には7人で集まり、会場候補に軽井沢が挙がった。
1957年に入り外部との交渉上、団体を設立することになり、3月30日に吉田を所長、他の6名を所員に「二十世紀音楽研究所」が設立された。事務局には寺西春雄と北沢方邦の協力を得た。3月20日付けの「設立宣言」は次の通り：「二十世紀の音楽は混沌として、その動向が定まらぬとはいえ、音楽家も一般社会人も、未だその真の理解には程遠いものがある。この時に当って我々は演奏と研究とを通じて、二十世紀音楽の創造と真の理解のための運動を積極的に展開するために、『二十世紀音楽研究所』を設立するものである」。

## 現代音楽祭の開催
1957年8月に第1回現代音楽祭を軽井沢の星野温泉ホールで開催することになり、研究所では楽譜の整備、出演者の交渉、放送・出版関係への支援依頼などの準備を進めた。音楽祭の事務は音楽芸術家協会に委託し、参加者の受付を始めた。8月にはいると軽井沢の会場でアンサンブル練習を開始し、10日の開会式を迎え、ベルクの『抒情組曲』第3楽章がパレナン弦楽四重奏団により演奏された。11日から13日までの音楽祭では、「ウェーベルンの夕」「若い世代の夕」「現代巨匠の夕」と銘打った演奏会と共に、関連するテーマの講座や公開討論会が行われた。演奏は岩淵龍太郎が主宰するプロムジカ弦楽四重奏団、この音楽祭のために編成された現代音楽祭室内管弦楽団（指揮は森正）などであった。参加者は352名、このほかに主催者や出演者は60から70名であった。演奏の大半は9月に『NHKラジオ・リサイタル』で4回にわたり放送された。
第1回の音楽祭は十二音技法のウェーベルンを特集したが、翌1958年の第2回現代音楽祭ではミュージック・セリエルの創始者メシアンが取り上げられ、1959年の第3回ではさらにその典型的後継者ブーレーズが特集のテーマとなった。一方でこの第3回には十二音音楽に与しない武満徹を所員に迎え、湯浅譲二、福島和夫の作品もプログラムに入れられた。また指揮者岩城宏之とピアノの小林仁も所員に加わった。なお、第2回では作曲コンクールが行われ、武満徹『ソン・カリグラフィー』と松下真一『室内コンポジション』が入選した。
第3回までの会場は軽井沢であったが、1961年の第4回は大阪で行われ、帰国したばかりの一柳慧を迎えて、ジョン・ケージなど「アメリカの前衛音楽」が特集された。この回からは講座が廃止され、演奏会のみの音楽祭となった。1963年に京都で開催された第5回からは、一柳と松下真一が所員に加わり、「現代日本作品の夕」では石井眞木、高橋悠治の作品も取り上げられた。また「現代イタリア音楽の夕」ではベリオ、ダッラピッコラ、ノーノなどの作品が演奏された。そして1965年に東京で第6回が開催されたが、特集はたてられず、音楽祭もこれが最終回となった。

## 現代音楽祭の内容
日本近代音楽館『戦後作曲家グループ・活動の軌跡 1945-1960』より抜粋編集

### 第1回
1957年8月10日-13日 軽井沢星野温泉ホール
- 講座等
  - 現代音楽の歴史的意義 / 諸井三郎
  - 現代音楽論 / 入野義郎
  - ウェーベルンの作曲技法の変遷 / 柴田南雄
  - 電子音楽「7のヴァリエーション」について / 諸井誠
  - 公開討論会 / 吉田秀和、平島正郎、別宮貞雄、中島健蔵、加藤周一、柴田南雄、入野義郎、森正、岩淵龍太郎、黛敏郎、諸井誠
- 演奏会
  - 特別演奏：バルトーク「弦楽四重奏曲第3番」、ベルク「抒情組曲 第3楽章」
  - ウェーベルンの夕：A.ウェーベルン「5つの楽章 絃楽四重奏のための Op5」「6つのバガテル Op9」「4つの歌曲 Op12」「3つの歌曲より Op.23-1」「ピアノ変奏曲 Op27」「9楽器の室内変奏曲 Op.24」
  - 若い世代の夕：柴田南雄「アンプロヴィザシオン」、G.クレーべ「絃楽四重奏曲Op9」、入野義朗「VnとPfのための音楽」、シュトックハウゼン「コントラプンクト」、ブーレーズ「第1ピアノソナタ」、黛敏郎「7人の奏者のためのミクロコスモス」、諸井誠「組曲〈希薄な展開〉」
  - 現代巨匠の夕：シェーンベルク「3つのPf曲Op11」「6つのPf小曲Op19」、ベルク「抒情組曲」、メシアン「音価と強弱のモード」「リズム的ネウマ」、ストラヴィンスキー「兵士の物語」

### 第2回
1958年8月20日-23日 軽井沢星野温泉ホール
- 講座等
  - 現代音楽入門 / 黛敏郎、諸井誠
  - メシアンの作曲技法 / 柴田南雄
  - 12音作曲技法I、II / 入野義朗
  - 現代芸術の諸傾向 / 加藤周一
  - 討論会 / 吉田秀和、芥川也寸志、秋山邦晴、三善晃、角倉一朗、諸井誠、遠山一行
- 演奏会
  - コンクール本選会：松下真一「8人の奏者のための室内コンポジシオン」、武満徹「ソン・キャリグラフィー」、末吉保雄「PfとVnの為の音楽」、野呂武男「パラレルクライス」、山田清裕「五重奏曲」、福島和夫「エカーグラ」
  - 若い世代の夕：シュトックハウゼン「ピアノ曲第11番」、諸井誠「VcとPfのためのオルドゥル」、H.プッスール「Pf五重奏曲」、柴田南雄「黒い距離」、R.カイン「室内協奏曲」、入野義朗「五重奏曲」、黛敏郎「阿吽」
  - メシアンの夕：O.メシアン「幼児イエズスへの20の眼差し」「黒つぐみ」「ハラーウィ」「アーメンの幻影」「世の終りのための四重奏曲」
  - 現代巨匠の夕：シェーンベルク「ピエロ・リュネール」、ヴァレーズ「密度21.5」、ウェーベルン「弦楽四重奏曲」、バルトーク「Vnソナタ第2番」、シェーンベルク「ナポレオンへのオード」

### 第3回
1959年8月17日-20日 軽井沢晴山ホテル・ホール
- 講演会等
  - 講師 シュトゥッケンシュミット
  - Cine59同人による前衛音楽の夕
  - 対談：テープ音楽について / 黛敏郎、武満徹
  - 公開討論会：現代音楽の新しい展開について / 中島健蔵、シュトゥッケンシュミット、吉田秀和、黛敏郎、諸井誠、武満徹
- 演奏会
  - P.ブーレーズ特集：モンテヴェルディ「おゝ鶯よ」他、ブーレーズ「Flソナティネ」「ル・マルトー・サン・メートル」
  - 演奏会：ドビュッシー「ビリティスの歌」、シェーンベルク「弦楽四重奏曲第4番」「3つの風刺 Op28」、諸井誠「Pfのためのαとβ」、柴田南雄「音楽物語〈なんいもないハンス〉」
  - 演奏会：入野義朗「VnとVcのための音楽」、武満徹「仮面」、福島和夫「伽陀〈飛魄〉」、湯浅譲二「プロジェクション・トポロジック」、松下真一「5つの時間」
  - モダン・ジャズの夕：Contemporary Jazz Soiety（演奏)
  - 演奏会：ウェーベルン「VnとPfのための4つの小品Op7」「VcとPfのための3つの小品Op11」、ベルク「ClとPfのための4つの小品」、クレーべ「エレジア・アパッショナータ」、ハムブルーズ「ジュオコ・カムビオ」、メシアン「火の島I,II」、シュトックハウゼン「ツァイトマーセ」、バルトーク「2台のPfと打楽器のためのソナタ」

### 第4回 シェーンベルク歿後10年記念
1961年8月25日-27日 大阪御堂会館
- 演奏会
  - アメリカの前衛音楽：C.ヴォルフ「2つのVnの為の音楽」、M.フェルドマン「継続時間」、S.ウォルプ「形式」、E.ブラウン「PfとVcの為の音楽」、一柳慧「弦の為の音楽とPfの為の音楽」、J.ケージ「Pfとオーケストラのコンサート」
  - 日本の前衛音楽：入野義朗「VibraphoneとPfの為の音楽」「VnとPfの為の音楽」、柴田南雄「黒い距離」、武満徹「リング」、黛敏郎「弦楽四重奏曲」、諸井誠「コンポジション第5番―室内オーケストラの為のシェーンベルク頌歌」
  - シェーンベルクの夕：シェーンベルク「室内交響曲」「地には平和を」「心のしげみ」「ピアノ曲Op33a,b」「ナポレオンへの頌歌」「詩篇Op50a,b」

### 第5回
1963年9月5日-7日 京都会館
- 演奏会
  - 現代日本作品の夕：入野義朗「2台のPfの為の音楽」、柴田南雄「夜に詠める歌」、武満徹「Sarifice」、石井眞木「Sieben Aphorismen」、一柳慧「プラティヤハラ」、高橋悠治「アントナン・アルトーへの窓または冥界の臍」、黛敏郎「カンタータ〈悔過〉」
  - 現代イタリアの夕：S.ブソッティ「3人の為のフレーズ」、L.ベリオ「セクエンツァ」、N.カスティリオーニ「トローピ」、L.ダルラピッコラ「2つの練習曲」、B.マデルナ「弦楽四重奏曲」、L.ノーノ「春は来たりぬ」
  - 管弦楽の夕：I.リドルム「オーケストラの為のリトルネロ」、松下真一「Pf、打楽器と弦楽合奏の為の交響曲〈生〉」、諸井誠「Vn協奏曲」、ウェーベルン「オーケストラの為の変奏曲」「5つの小品」

### 第6回
1965年11月29日-12月1日 朝日講堂
- 演奏会
  - クセナキス「弦楽四重奏曲」、黛敏郎「プリペアード・ピアノと弦楽のための小品」、入野義朗「弦楽三重奏曲」、武満徹「ソナント」、一柳慧「コラージュ」
  - ブーレーズ「第3ピアノソナタ」、佐藤慶次郎「10の弦楽器のためのカリグラフィー第2」、諸井誠「竹籟五章」、柴田南雄「金管6重奏のためのエッセイ」、松下真一「ダス・ツァイヘン」
  - 高橋悠治「クロマモルフ第2」、R.モーラン「瞬間的照光のうちに」、ペンデレツキ「弦楽四重奏曲」、ルトスワフスキ「弦楽四重奏曲」、ウェーベルン「6つのバガテル」、リゲティ「アヴァンチュール」

## エピソード
- 設立4年目に音楽祭で武満徹の室内楽曲『環（リング）』を演奏。これについて、吉田秀和は「私たちが音楽祭をやってきたのも、すべてこの音楽が生まれてくるための下働きだった。二十世紀音楽研究所の仕事は、武満を見出したことでもって、目的達成したようなものだ」と評し、物議をかもした[9]。